# Mpama
La Mpama est un cours d'eau de la région des Plateaux, en république du Congo, et un affluent de l'Alima, donc un sous-affluent du Congo.

## Géographie
Elle prend sa source au sud-ouest de Djambala ; elle parcourt ensuite plus de trois cents kilomètres, suivant une orientation très rectiligne SSO-NNE, pour se jeter dans l'Alima près de la ville d'Obouya. 